# Masivo Integrado de Occidente
El Masivo Integrado de Occidente (MIO) es el sistema integrado de transporte masivo (SITM) de la ciudad colombiana de Cali. El sistema es operado por buses articulados, padrones y complementarios, los cuales se desplazan por medio de corredores troncales, pretroncales y complementarios cubriendo rutas troncales, pretroncales y alimentadoras. Fue inaugurado el 15 de noviembre de 2008 en fase de prueba. A partir del 1 de marzo de 2009 empezó su funcionamiento en firme.

## Antecedentes
Tras la inauguración del Metro de Medellín en el año de 1995, el primer sistema de transporte masivo en el país, las principales ciudades de Colombia vieron con optimismo la implementación de un sistema similar para su área metropolitana. Inmediatamente la administración municipal de Cali, con mucha efervescencia comenzó a bosquejar lo que sería el «Metro de Cali».
La administración municipal empezó con un amplio despliegue de publicidad, de lo que sería la solución para el creciente parque automotor de la ciudad; instaló cabinas de metro al frente del Centro Administrativo Municipal para mostrarle a la comunidad «cómo sería el metro», acompañado de miles de souvenires como camisetas, calcomanías, etc. Sin embargo, a nivel de planeación y ejecución, era precario el avance. En 1999 la empresa municipal «Metrocali», quien sería la encargada de construirlo. Se estableció además, que el 70% de la sobretasa a la gasolina se destinaría al fondo de construcción del sistema. En el año 2000 se inauguró TransMilenio en la ciudad de Bogotá, ante la mirada de la sociedad caleña y de Metrocali quien a la fecha no había avanzado en prácticamente nada la solución al creciente caos vehicular de Cali.
Finalmente, en el año 2001 La Unión Temporal Schroders - Corfivalle, determinó que la alternativa de un Metro en Cali era demasiado costosa y Metrocali decide optar por construir un sistema de buses articulados, que tras la experiencia de Bogotá con TransMilenio, parece ser la mejor opción. De los seis años de publicidad del Metro de Cali solo quedaron viejas calcomanías decoloradas en los taxis de la ciudad.

## Registro de obras

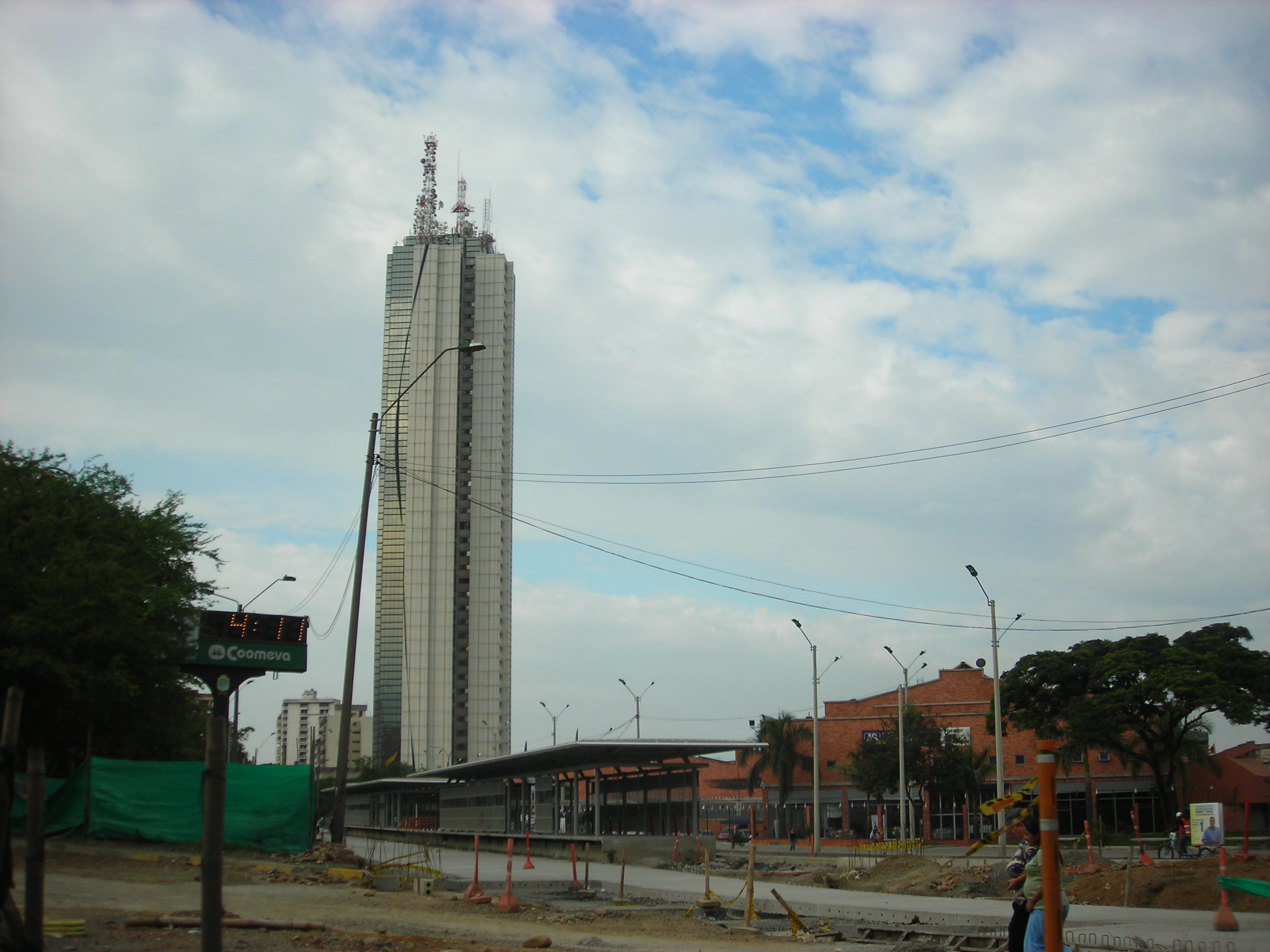
Construcción del MIO.

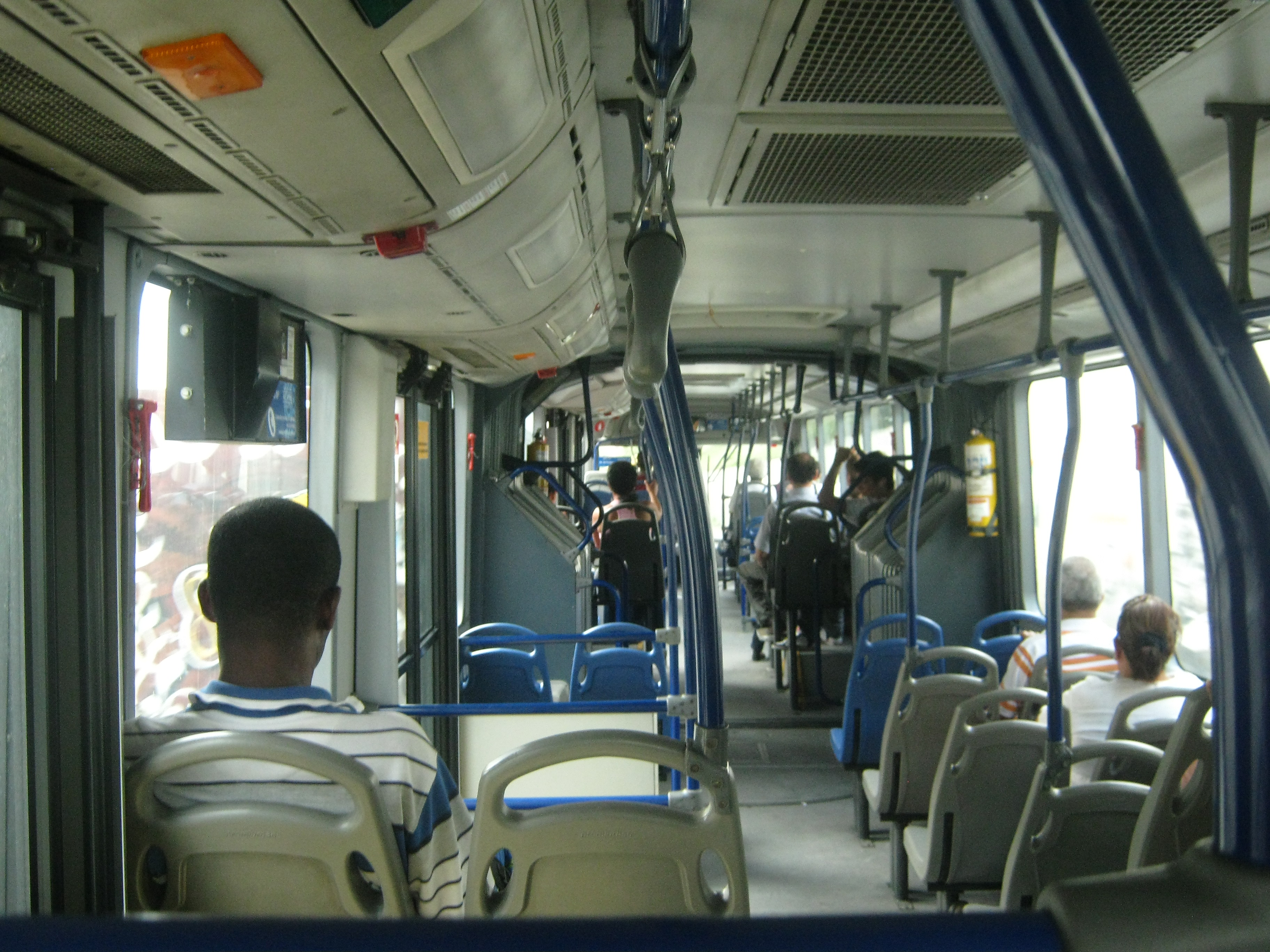
Interior de un bus del MIO.

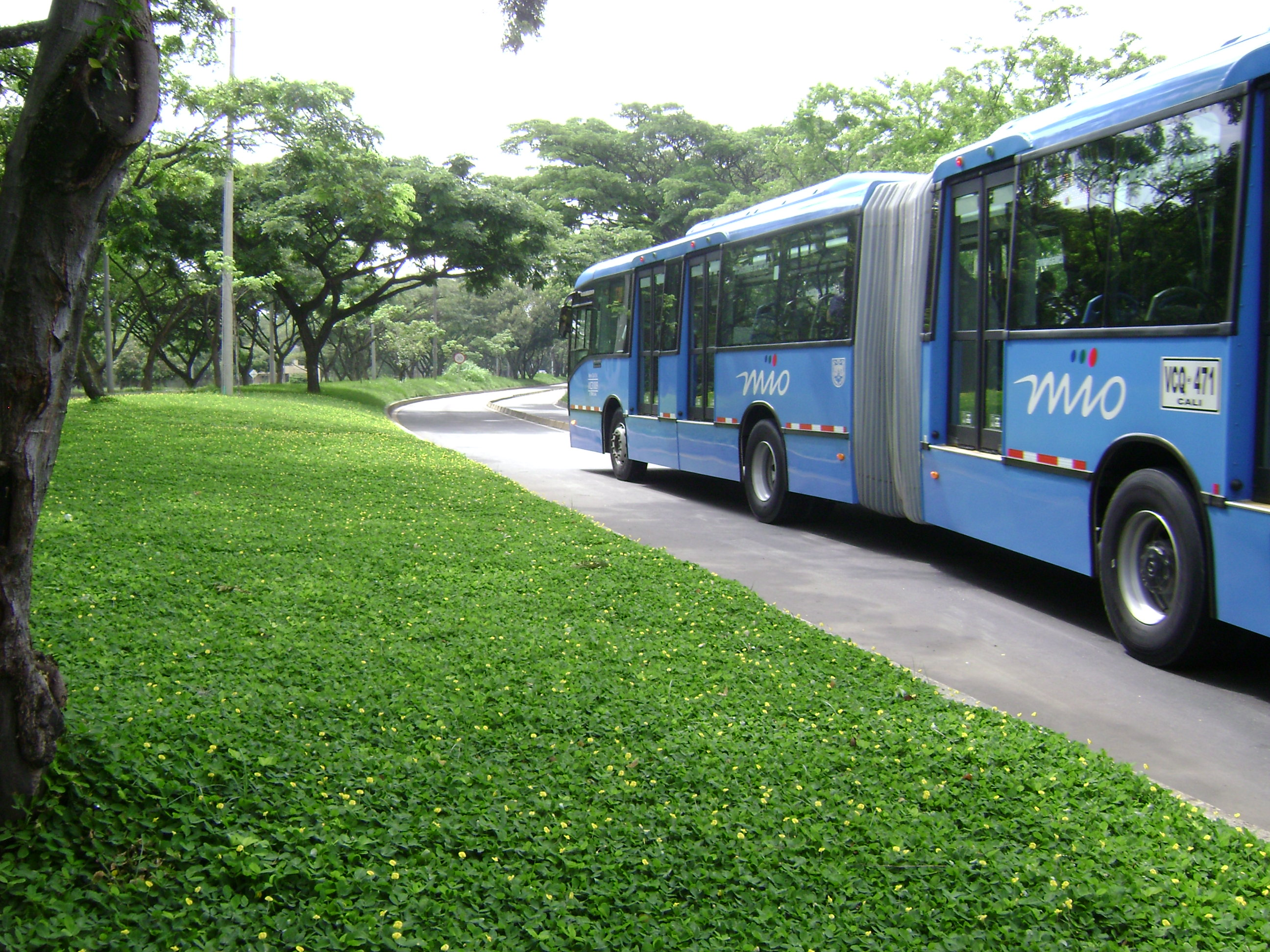
Bus articulado del MIO.

En el año 2004 finalmente empieza la construcción y adecuación de los corredores troncales del sistema. La primera obra fue la intervención de la Carrera Primera, arteria vial que atraviesa horizontalmente el norte de la ciudad, comunicando el centro de la ciudad al sector comercial de Sameco. Estas obras marcaron el agravamiento del caos vehicular en la ciudad, pues siendo la Carrera Primera una vía tan importante, el plan de desvíos previsto por Metrocali era demasiado improvisado y no daba abasto.
Las obras de la Carrera Primera fueron entregadas con seis meses de atraso, además de ser entregadas incompletas para posteriormente adaptarlas al resto del sistema, dejando unos corredores aislados por toda la vía. Entre tanto, empezaron las obras sobre la calle Quinta, entre las carreras 10 y 50, tradicional corazón de la ciudad que se extiende verticalmente desde el centro hasta el sur de la ciudad. Estas obras fueron aún más traumáticas para la sociedad, con otro plan de desvíos insuficiente y con limitadas vías alternas, las cuales colapsaron irremediablemente.
Como agravante, las empresas públicas municipales de Cali, EMCALI iniciaron la reposición de las redes de alcantarillado de la ciudad, las cuales llevaban más de 60 años sin mantenimiento. Como consecuencia las vías alternas a las obras se redujeron aún más con la intervención de la Autopista del Sur (vía que atraviesa la ciudad transversalmente de sur a norte) y la calle Novena (corazón comercial de la ciudad).
El tramo de la carrera 15 y la calle 15 se ha convertido en un dolor de cabeza, vías ubicadas en el centro de la ciudad y que por lo tanto han generado más traumatismos, siendo este el núcleo que concentra millares de personas diariamente y mueve el comercio de la ciudad, llevando a la quiebra a decenas de establecimientos comerciales y aumentando la inseguridad alarmantemente.
A inicios de 2007 comenzó la intervención del resto de la calle Quinta, comprendido desde la  carrera 15 hasta la 100. El 12 de febrero del mismo año, Metrocali anunció que el sistema empezará a operar el 14 de diciembre de 2007; sin embargo, dicha fecha llegó y la puesta en marcha se aplazó.
Casi un año después, el 15 de noviembre de 2008 el sistema empezó a hacer recorridos promocionales sin costo para los usuarios, utilizando buses padrones. En enero de 2009 se dio a conocer que a partir del 1 de marzo entraría a funcionar en propiedad el MIO, con un costo por pasaje de 1500 $. Como se había pactado, y con un acto de inauguración al que asistieron, entre otras personalidades, el alcalde de la ciudad (Jorge Iván Ospina), el gobernador del departamento (Juan Carlos Abadía) y el actual expresidente de Colombia (Álvaro Uribe Vélez), se dio inicio a la operación, en su primera fase, del MIO el 1 de marzo de 2009.

## Funcionamiento
El Masivo Integrado de Occidente (MIO), es un sistema el cual integra las vías y sectores de Cali mediante buses articulados, padrones y complementarios; está conformado por corredores troncales (carriles exclusivos), pretroncales (avenidas, carriles de tráfico mixto) y alimentadores (vías secundarias); cinco terminales de cabecera, cuatro terminales intermedias, estaciones de parada y un sistema de recaudo y control.

### Operadores del sistema
Dentro de la operación del sistema intervienen los siguientes actores:
- Administración: Metrocali, entidad de carácter oficial que administra y controla la operación del sistema. La junta directiva está compuesta entre otros, por delegados de la Alcaldía, del Ministerio de Transporte y de otras entidades. Su presidente es Luis Fernando Sandoval.
- Operación: a cargo de tres empresas: Blanco y Negro Masivo, Grupo Integrado de Transporte - GIT y Empresa de Transporte Masivo - ETM. Estas empresas están en su mayoría conformadas por los tradicionales empresarios del transporte de la ciudad. Metrocali les asigna las rutas y las frecuencias de operación.
- Recaudo y publicidad: Unión Temporal de Recaudo y Tecnología - UTR&T quien se encarga de la expedición y control de las tarjetas mifare, así como de la publicidad tanto en estaciones como en los buses y también controla la venta de alimentos en algunas estaciones dentro del sistema.

### Sistema de recaudo
Para ingresar al sistema se debe tener una tarjeta inteligente sin contacto (Mifare), que se puede adquirir en la taquilla de acceso a las estaciones y en puntos de recarga. En el 2025 las tarifas del MIO quedaron fijadas a COP 3200 por viaje y la tarjeta a COP 6000.
La tarjeta personalizada permite realizar lo que Metrocali denomina Integración virtual; debido a que para casi todos los recorridos se debe abordar más de un bus y en muchos casos para pasar de un bus a otro se debe hacer por fuera de las estaciones, es necesario validar el pasaje pasando la tarjeta por el lector nuevamente. En estos casos, el sistema reconoce que el pasajero ya ingresó previamente y no descuenta un pasaje, sino que lo toma como integración. Esta característica está sujeta a ciertas condiciones, como el tiempo de integración y las rutas que pueden hacerla. La tarjeta de un viaje no sirve para ingresar a buses complementarios pues no hace integración virtual
Otra característica de la tarjeta personalizada es la posibilidad de viajar con un pasaje a crédito; es decir, si no se dispone de saldo suficiente para el viaje al abordar un bus por fuera de las estaciones, esta queda con un saldo negativo por el valor diferencia, el cual se descuenta de la próxima recarga. Si se aborda un bus complementario con un pasaje a crédito, no se podrá ingresar a la estación con la misma tarjeta hasta que no se haya abonado el valor adeudado.

### Cubrimiento
El área de influencia del SITM cubre el perímetro urbano de Cali, tal como lo manifiesta el trazado propuesto de 243 kilómetros, distribuidos en 49 km de corredores troncales, 78 km de corredores pretroncales y 116 km de corredores complementarios. Se proyecta que con esta red se cubrirá el 72 % de la demanda de transporte público de Cali y se tendrá una cobertura espacial del 97% de la ciudad.

## Infraestructura

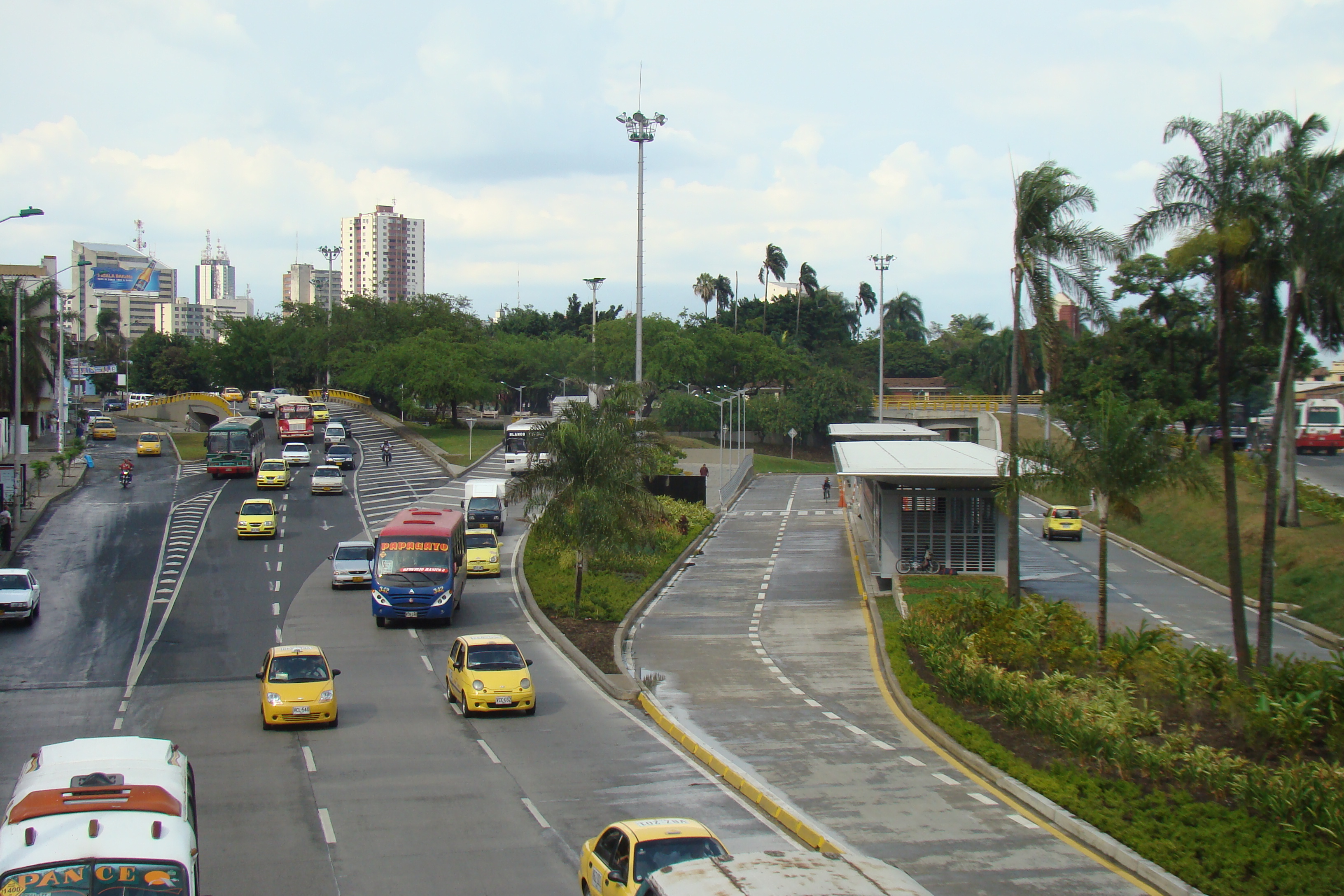
Estación Santa Librada (calle 5ª con Carrera 22) en el año 2007, obsérvese el antiguo sistema de buses de colores.

### Red de Troncales
Las vías en las que funcionan los corredores troncales son:
- Troncal Calle 5: calle 5 entre carreras 15 y 100, carrera 100 entre calles 5 y 25
- Troncal Carrera 15: carrera 15 entre calles 5 y 75, calle 75 entre carreras 15 y 19
- Troncal Centro: calle 13 y calle 15 entre carreras 1 y 15
- Troncal Carrera 1: carrera 4N entre calle 25 y Avenida 3N, Carrera 1 entre Calles 19 y 73
- Troncal Avenida 3N: Avenida de las Américas y Avenida 3N entre Calles 15N y 70N
- Troncal Aguablanca: calle 15A, calle 16A, carrera 18, transversal 25, transversal 29, calle 70 entre Transversal 29 y carrera 28D, y carrera 28D entre calles 70 y 96
- Troncal Oriental (Tramo 1): Avenida Simón Bolívar (calle 70) entre Av 3N y Cr 28D
- Troncal Oriental (Tramo 2): Avenida Simón Bolívar (calle 36/calle 25) entre Cr 28D y Cr 66

### Estaciones

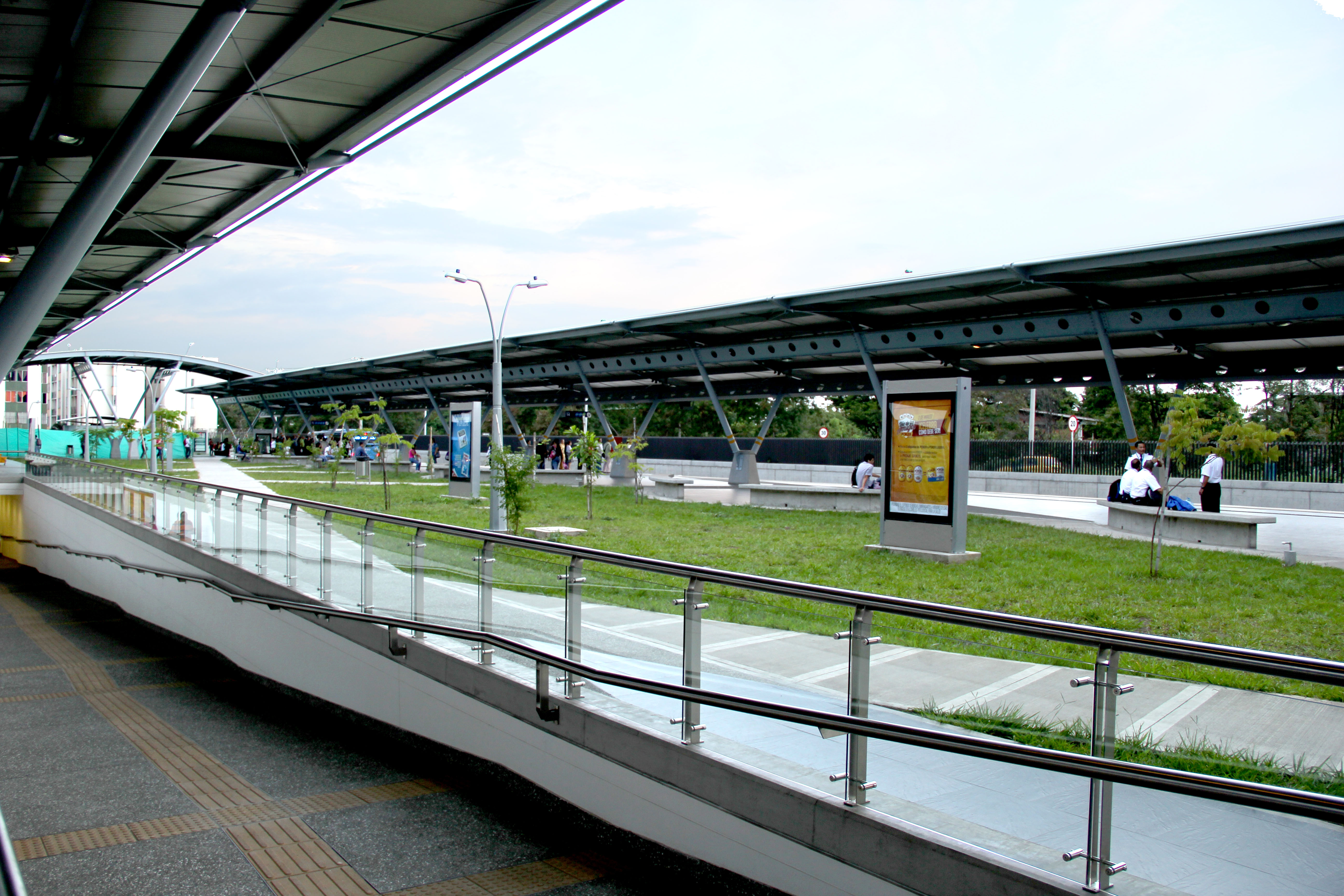
Terminal de cabecera Menga

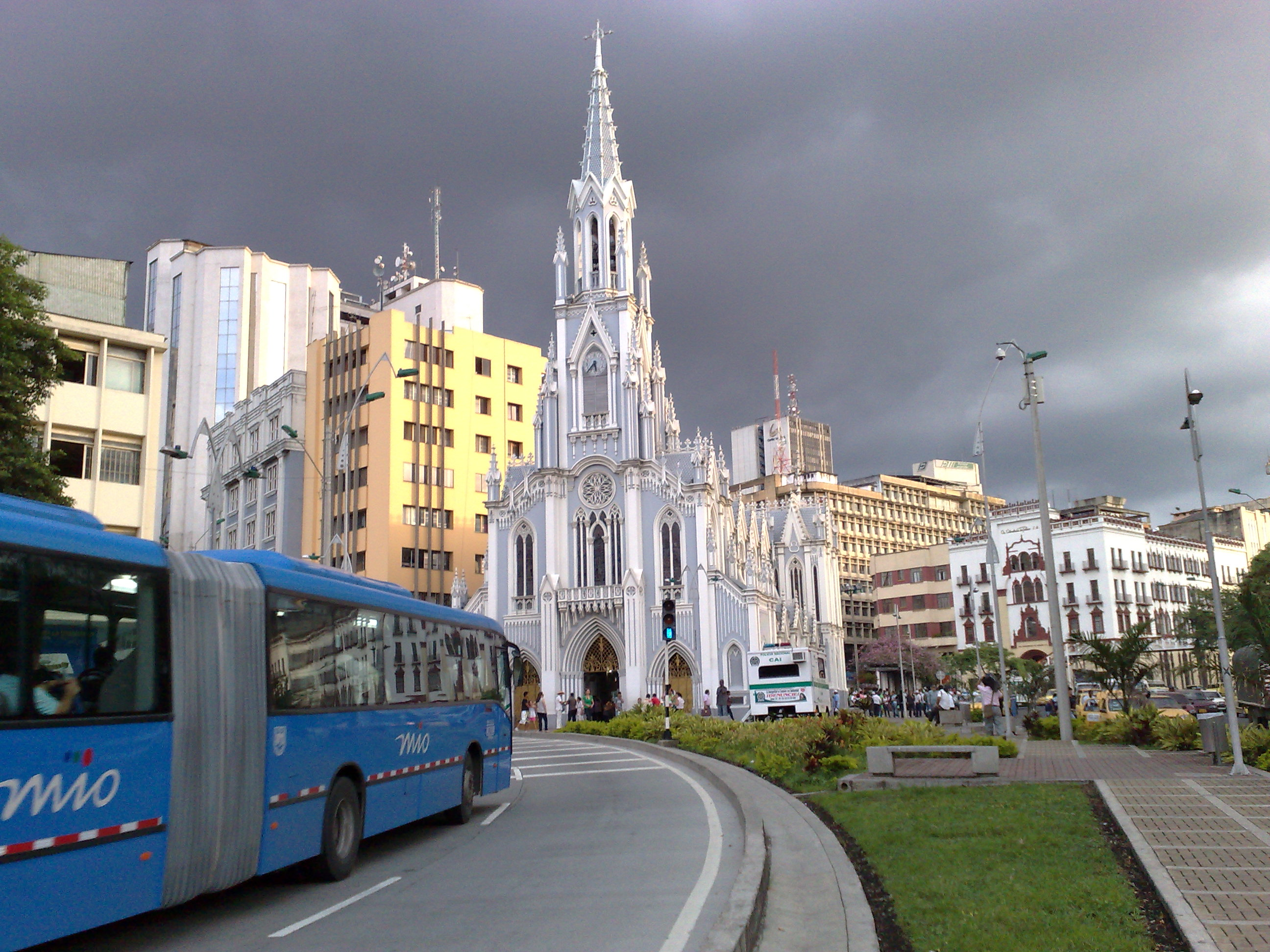
Bus del MIO en Iglesia La Ermita

En el sistema MIO existen tres tipos de estaciones:
- Cabecera: En este lugar es donde convergen las rutas troncales, pretroncales y alimentadoras, donde el usuario se puede desplazar de un autobús a otro sin salir de la estación. Este tipo de estación se encuentra ubicada en zonas de entrada a la ciudad y se proyecta que tenga la mayor demanda de pasajeros. Las terminales de cabecera que constan el sistema MIO, son:
  - Terminal Andrés Sanín
  - Terminal Menga (Antes Sameco)
  - Terminal Paso del Comercio (Antes Calima)
  - Terminal Aguablanca
  - Terminal Sur (en construcción)

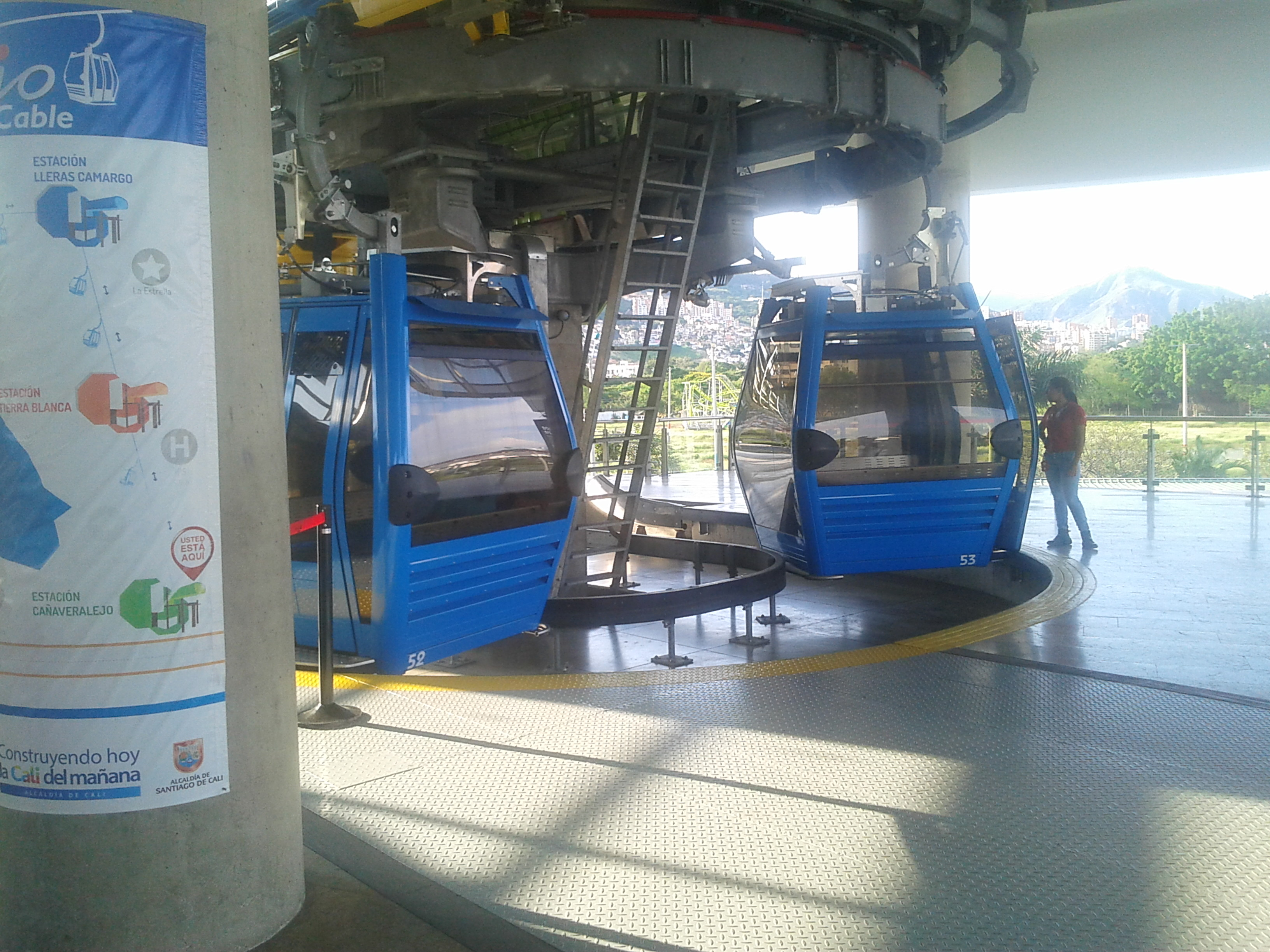
“MIO Cable”, en la “Terminal Cañaveralejo”, calle 5 con carreras 50 y 52.

- Intermedias: Igual que las terminales de cabecera, el usuario puede realizar cambiar de autobús en cualquier ruta que llegue al terminal. Sin embargo, estas estaciones están proyectadas para que reciban un tráfico medio de pasajeros. Este tipo de estación se encuentra en zonas céntricas de la ciudad. Las terminales intermedias que constan el sistema MIO, son:
  - Terminal Intermedia Cañaveralejo
  - Terminal Intermedia Calipso (Antes Julio Rincón)
  - Terminal Intermedia Simón Bolívar (Antes Guadalupe)
  - Terminal Intermedia Centro (sin construir)

- Parada: Se encuentra ubicadas en el trayecto de los corredores troncales y están separadas de una estación a otra por 500 metros aproximadamente. Las estaciones de parada del sistema MIO, se distribuyen en:
  - Troncal Centro [Zona 0 - Centro] (10 estaciones):
    - San Bosco
    - San Pascual
    - Sucre
    - Petecuy
    - San Pedro
    - Torre de Cali
    - La Ermita
    - Plaza de Caycedo
    - Centro
    - Fray Damián

  - Troncal Carrera 100 [Zona 1 - Universidades] (5 estaciones):
    - Meléndez
    - Buitrera
    - Univalle
    - Universidades
    - Terminal Sur (en construcción)

  - Troncal Avenida 3N [Zona 2 - Menga] (6 estaciones):
    - Versalles
    - Las Américas
    - Prados del Norte
    - Vipasa
    - Álamos
    - Terminal Menga

  - Troncal Carrera 1 [Zona 3 - Paso del Comercio] (10 estaciones):
    - San Nicolás
    - Piloto Colombina[6]
    - Río Cali
    - Fátima
    - Manzanares
    - Popular
    - Salomia
    - Flora Industrial
    - Chiminangos
    - Terminal Paso del Comercio

  - Troncal Carrera 15 [Zona 4 - Andrés Sanín] (8 estaciones):
    - Belalcázar
    - Floresta
    - Atanasio Girardot
    - Chapinero
    - Villacolombia
    - El Trébol
    - 7 de Agosto
    - Terminal Andrés Sanín

  - Troncal de Aguablanca [Zona 5 - Aguablanca] (4 estaciones):
    - Troncal Unida
    - Amanecer
    - Nuevo Latir
    - Terminal Aguablanca

  - Troncal Oriental (Recorre zonas 2, 3, 4 y 8) [Zona 6 - Simón Bolívar] (25 estaciones):
    - Los Guaduales
    - Calima
    - Los Alcázares
    - Metropolitano del Norte
    - San Luis
    - La Rivera
    - Jorge Eliecer Gaitán
    - Alfonso López
    - Las Ceibas
    - Los Pinos
    - Nueva Base
    - Ulpiano Lloreda
    - Villa del Lago
    - Lleras Restrepo
    - Nueva Floresta
    - El Pondaje
    - Terminal Calipso (Conexión con Troncal Aguablanca)
    - El Diamante
    - Antonio Nariño
    - Ciudad Modelo
    - República de Israel
    - Villa del Sur
    - Mariano Ramos
    - Cañaverales
    - Terminal Simón Bolívar

  - Troncal Calle 5 [Zona 7 - Cañaveralejo] (12 estaciones):
    - Santa Librada
    - Manzana del Saber
    - Estadio
    - Tequendama
    - Lido
    - Unidad Deportiva
    - Terminal Cañaveralejo
    - Guadalupe[7]
    - Pampalinda
    - Refugio
    - Caldas
    - Capri

  - Troncal de Aguablanca [Zona 8 - Calipso] (6 estaciones):
    - Cien Palos
    - Primitivo
    - Santa Mónica
    - Villanueva
    - Conquistadores
    - Terminal Calipso (Conexión con Troncal Oriental)

### MIO Cable

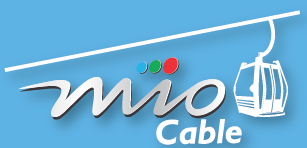
Logotipo del MIO Cable.

El MIO Cable es un sistema de transporte teleférico, es decir, cabinas suspendidas por un cable que recorren una línea soportada por pilonas y estaciones de parada. Cada cabina tendrá una capacidad de transportar a ocho personas. Actualmente funciona con 60 cabinas pero en el futuro el sistema moverá 90. Partiendo de la terminal Intermedia Cañaveralejo, el recorrido tiene 2.2 kilómetros de longitud, con otras tres estaciones de parada ubicadas en los sectores de Tierra Blanca, Lleras Camargo y finalizando en la estación de Brisas de Mayo. De esta manera los usuarios podrán abordar para hacer el recorrido e integrarse a las demás rutas del masivo, pagando para ello una sola tarifa. El valor total del Miocable fue de 98 000 millones de pesos y se inauguró el 18 de septiembre de 2015.

## Vehículos

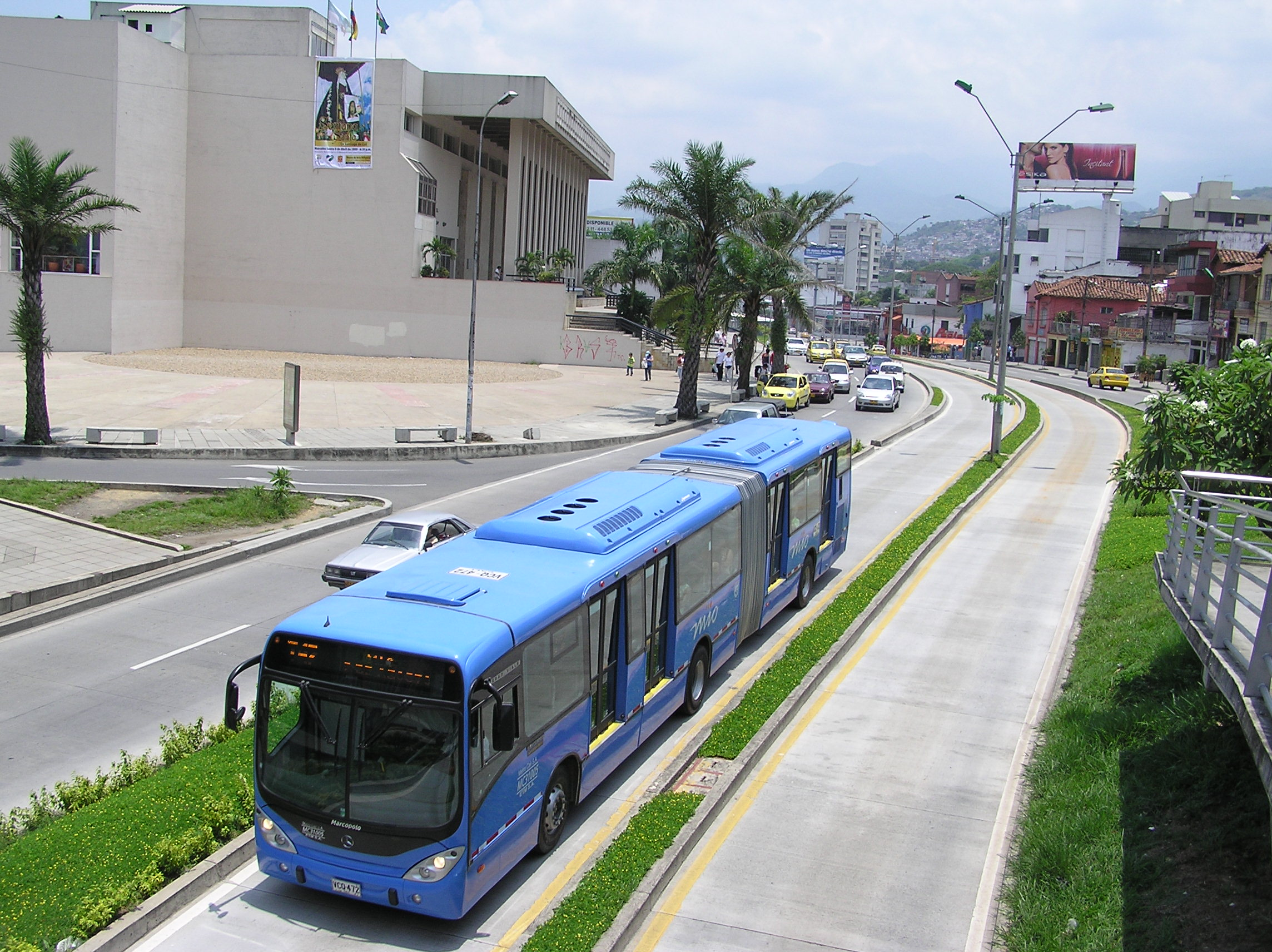
Articulado del MIO.

El MIO cuenta con 3 tipos de buses, teniendo todos ellos sistema de posición global (GPS) y sillas especiales de color azul para personas con movilidad reducida, personas de la tercera edad, mujeres embarazadas y/o con niños que aún no caminan. Funcionan con sistema de combustible diésel. Son de carrocería Busscar, Marcopolo y BYD para los eléctricos.

### Articulados
Buses azules de 18 metros de longitud, con capacidad para 160 pasajeros (48 personas sentadas y 112 de pie) y dos vagones articulados en el medio recubiertos por un fuelle tipo acordeón para que el bus pueda doblar y girar en los recorridos. Transitan principalmente por las vías troncales, y se detienen en las estaciones ubicadas sobre estas. Cuentan con sistema de aire acondicionado y accesibilidad completa para personas con movilidad reducida, Cada articulado tiene cuatro puertas de entrada y salida en el costado izquierdo y dos para casos de emergencia en el costado derecho ocultas bajo tapa en las escaleras.

### Padrones
Buses azules, cuya capacidad es de 80 personas (27 personas sentadas y 53 de pie). Transitan tanto por las vías troncales como por los corredores pretroncales, deteniéndose así no solo en las estaciones sino en paraderos distribuidos en distintos sitios a lo largo del corredor. Al igual que los buses articulados, cuentan con aire acondicionado. La mayoría de estos buses tienen una accesibilidad incompleta para las personas con movilidad reducida; ya que pueden subirse al bus por medio de rampas en las estaciones, pero durante su recorrido por las vías de la ciudad, el descenso es por escaleras. Popularmente se refieren a él como «El Bus Milagro» porque los discapacitados suben en silla de ruedas, pero bajan a pie. Por esta razón se presentó una demanda contra Metrocali por no ofrecer accesibilidad completa. En una reciente adquisición de parque automotor, los nuevos buses padrones cuentan con un sistema de elevador para las personas con movilidad reducida. Se identifican por el tablero luminoso de color azul, mientras que los demás vehículos mantienen el color amarillo en el tablero.

### Buses complementarios o alimentadores

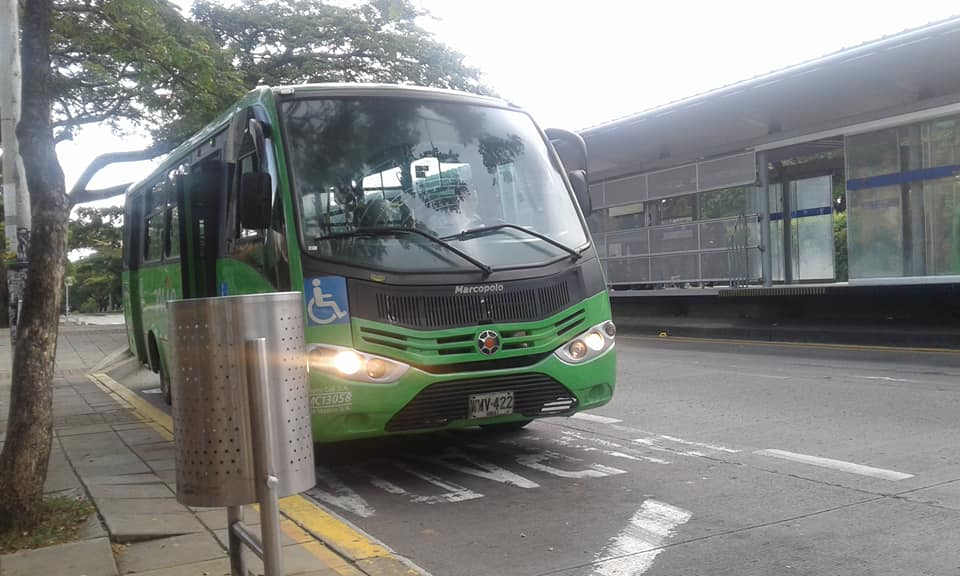
Bus complementario A12D estacionado al lado de la estación Meléndez.

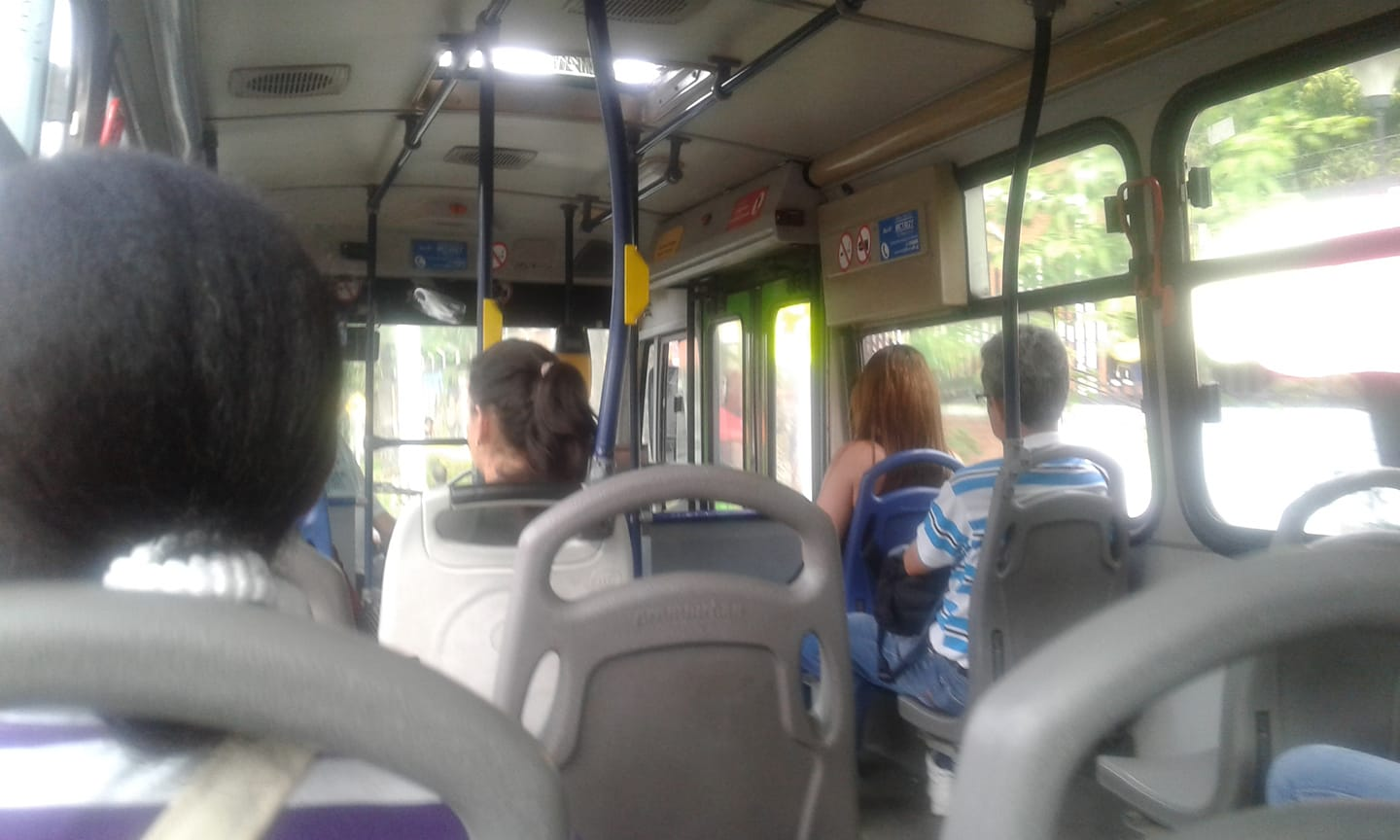
Interior de un bus complementario.

Microbuses de color verde, con capacidad para 48 pasajeros y que circulan por los corredores pretroncales y alimentadores, parando solamente en sitios definidos sobre la calzada. Difieren de los buses padrones y articulados en que no cuentan con aire acondicionado, y que no paran en los vagones de las estaciones, sino en una bahía destinada para ellos. Su acceso se hace mediante el uso de la tarjeta de viaje, la cual se valida al ingresar al bus. Tras esto, el usuario cuenta con un tiempo limitado para ingresar a una estación sin que se le descuente un nuevo pasaje. Igualmente, cuando la persona sale de la estación, cuenta con un tiempo limitado para ingresar a un complementario.
Estos buses también presentaban un problema para las personas con movilidad reducida, por lo que la nueva flota también tiene la característica del sistema de elevador y se distingue por su tablero luminoso de color azul.

### Eléctricos
Estos buses nuevos que fueron añadidos en agosto de 2019, son buses eléctricos que son amigables con el medioambiente, es decir, no contamina. Varia en si los tipos de buses eléctricos, los cuales son: 
1. Un bus de color blanco y azul que son de casi el mismo diseño de los alimentadores por fuera, pero por dentro, un diseño igual como los buses padrones. Tiene dos puertas cada lado, en el izquierdo para las estaciones y el otro para las paradas en general. El bus recibió una buena aceptación por parte de la comunidad en el diseño y rendimiento, sin embargo, criticaron el hecho de que el bus tenga tan pocos asientos: 9.
2. Un bus un poco más grande de color verde y blanco, que sirve como un bus más amplio para las rutas de los alimentadores, que tienen 2 puertas al lado derecho para atender a los pasajeros en una parada (no estación).
3. Un bus articulado eléctrico añadido en 2022 de color azul y blanco.

## Rutas

### Zonificación

Zonificación del SITM-MIO

Para una mejor eficiencia en la división de las rutas del sistema, la empresa Metrocali desarrolló un modelo de zonificación de la ciudad siguiendo el ejemplo del sistema TransMilenio. Sin embargo, no asignó letras a las troncales, sino que dividió a la ciudad entera en diferentes zonas, dándole a cada una un número, hasta el momento posee 74 rutas diferentes y siendo así un total de ocho zonas:
| Zona | Nombre            | Comunas       |
| ---- | ----------------- | ------------- |
| 0    | Centro            | 1, 3 y 9      |
| 1    | Universidades     | 17, 18 y 22   |
| 2    | Menga             | 2             |
| 3    | Paso del Comercio | 4, 5 y 6      |
| 4    | Andrés Sanín      | 7, 8, 14 y 21 |
| 5    | Aguablanca        | 13, 15 y 16   |
| 6    | Simón Bolívar     | 10, 16 y 17   |
| 7    | Cañaveralejo      | 18, 19 y 20   |
| 8    | Calipso           | 11 y 12       |

### Rutas reemplazadas
La siguiente es una lista de las rutas que han sido reemplazadas por el MIO, aquí se muestran rutas para reemplazo al pie de la letra como el recorrido original:
- Alfonso López 3A: A41B-A47-P40B-T31-A72A
- Alfonso López 6: A41B-A47-T47A-P21C-A11
- Alfonso López 7: T47A-A41B-A47
- Amarillo Crema 7: A41A-A47-P24B-P27D-T47A/T47B
- Blanco y Negro 2: P27D-E21
- Blanco y Negro 6: P27C
- Decepaz 3: A41A-A47-P40A-A01A (Aún en funcionamiento)
- Decepaz 4: A41A-A47-P24A-E27 (Aún en funcionamiento)
- Ermita 1: A22-E21-A11 (Aún en funcionamiento)
- Gris San Fernando 7: A41A-A47-P47B-A72A

La siguiente es una lista de las rutas que aún no tienen reemplazo en algunas partes de la ciudad:
- Recreativos Sur: Aún no se llega hasta Terrón y los corregimiento de «Saladito» o KM 18 y Montebello.
- Ermita 7C: Hacia los barrios de Ciudad Córdoba y Ciudad Córdoba Reservado, la cobertura del MIO es muy poca con solo 2 rutas (P51C y P84).
- Decepaz 3 y 4: El MIO entra al sector de Pízamos, sin embargo los habitantes de ese barrio al oriente de Cali deben caminar demasiado para llegar a sus hogares, cosa que se evitan al tomar las rutas de la empresa Decepaz.

## Críticas y controversias
A pesar de que el Masivo Integrado de Occidente es más reciente que el Metro de Medellín y TransMilenio de Bogotá, ha sido objeto de incontables polémicas y controversias, entre las cuales se destacan:
- La aceptación de este nuevo sistema ha estado cada vez más en decadencia debido a incumplimientos en la prestación del servicio, generando innumerables quejas en los usuarios, como las escasas frecuencias de los buses, dando como resultado un hacinamiento dentro de los mismos en horas pico. Además, la falta de planificación de las rutas sobre todo pretroncales y alimentadoras, el exceso de semaforización y la falta de sincronización de los mismos, ha provocado el aumento del tiempo de recorrido, ya que además de haber semáforos en casi cada esquina, se suelen encontrar en luces contrarias, provocando paradas en exceso.[10]
- Los precarios planes de desvíos para las obras, con el consecuente caos vehicular en la ciudad.[11]
- Se critica que será insuficiente la cobertura del sistema, a pesar de que Metrocali ha asegurado que la cobertura será del 98% de la ciudad, no han tenido en cuenta las poblaciones circundantes, como el Kilómetro 18, Yumbo, Palmira, Candelaria y Jamundí, así como el sector de Terrón Colorado, el cual su único transporte se provee mediante los «jeeps» y dos rutas de la empresa Recreativos, cosa que ha sido polémica por el temor de ser excluidos y perder sus trabajos; y el sector de Siloé, que solo recientemente fue incluido en el sistema, planteando una estructura cableada para movilizar a las personas de ese sector.[12]
- También se critica el exceso de semaforización de las trocales desde la Cl 5 con Cr 44 hasta la Cr 15 con Cl 70 porque hay semáforos peatonales para acceder a las estaciones, ya que no se construyeron puentes peatonales, disminuyendo la eficiencia del ahorro de tiempo de recorrido que promete el sistema.[13]
- Varias fundaciones locales denunciaron reiteradamente que las obras por la calle Quinta planeaban acabar con más de 600 árboles tradicionales y ancestrales de la ciudad, entre samanes y ceibas deteriorando las alamedas de la calle Quinta y afectando gravemente el medioambiente de la ciudad, reemplazando árboles por concreto. Solo tras airadas protestas de la ciudadanía, Metrocali se dispuso a revisar el plan arquitectónico para afectar la menor cantidad de árboles posible (65 árboles en total), entre lo que se incluía el traslado de algunos de estos árboles; sin embargo Metrocali le mintió con las autorizaciones y erradicó más de 130 árboles[14]
- El uso de polisombra para intentar contener la polvareda del uso de máquinas de construcción se convirtió en un telón encubridor para los ladrones callejeros, sin que la policía controle tal situación.
- Uno de los hechos más inverosímiles fue la construcción del famoso 'puente al revés'; un puente con un peralte construido al revés sobre la Avenida Roosevelt y que ponía en grave riesgo de accidentalidad a los automóviles que lo transitaran. Metrocali pensaba entergar la obra así pero la Secretaría de Tránsito se negó a autorizarla, teniendo que demoler parcialmente el puente para arreglar el defecto; esto representó un sobrecosto de $500.000.000.
- El MIO se estaba promocionado como una solución para reducir la contaminación ambiental producida por las emisiones de gases de los buses, pues se tenía planteado usar Gas natural como combustible; sin embargo, se determinó entregar la concesión del combustible a empresas locales distribuidoras de gasolina diésel, más costosa y más contaminante.[15]
- Se han reportado goteras dentro de los buses en medio de fuertes lluvias.[16]
- Después de anunciar que las obras del centro de la ciudad se harían durante las 24 horas del día, para afectar lo menos posible el sector comercial, nunca se cumplió esta promesa, alegando falta de seguridad. [cita requerida]
- En septiembre de 2006 el entonces presidente de Metrocali, comunicó que las proyecciones de costos del sistema no eran suficientes, y era necesario aumentar el presupuesto inicial, de U$345 millones a U$1.261 millones, lo que significaría un incremento de más del 350% en el presupuesto de costos. El presidente de la entidad justificó que las proyecciones iniciales solo contemplaban adecuación de vías y semaforización, sin contar con pasos a nivel, puentes peatonales, ciclorrutas y demás elementos que formaban el «proyecto de ciudad» como fue presentado el MIO a la sociedad caleña.
- El que no se usen carroceras nacionales tales como Non Plus Ultra o JGB, actualmente la gran mayoría son de Brasil (Marcopolo y Busscar de Colombia)
- Las grandes demoras en tiempos y varios transbordos, por ejemplo, la ruta Decepaz 3 (Potrero grande-Comfenalco) se demora alrededor de 40 minutos en llegar al último destino, mientras que en el MIO es alrededor de 1 hora y 30 minutos, además que desde las estaciones del centro no hay un bus que lo deja en la calle Quinta (frente a Comfenalco), otro claro ejemplo son las rutas de la empresa Coomoepal 5 y 8, en especial esta última en donde va hacia el sector de la Galería Santa Helena, ya que no hay ruta alguna que cubra ese sector.[17]